# Thomas Campbell (Theologe)

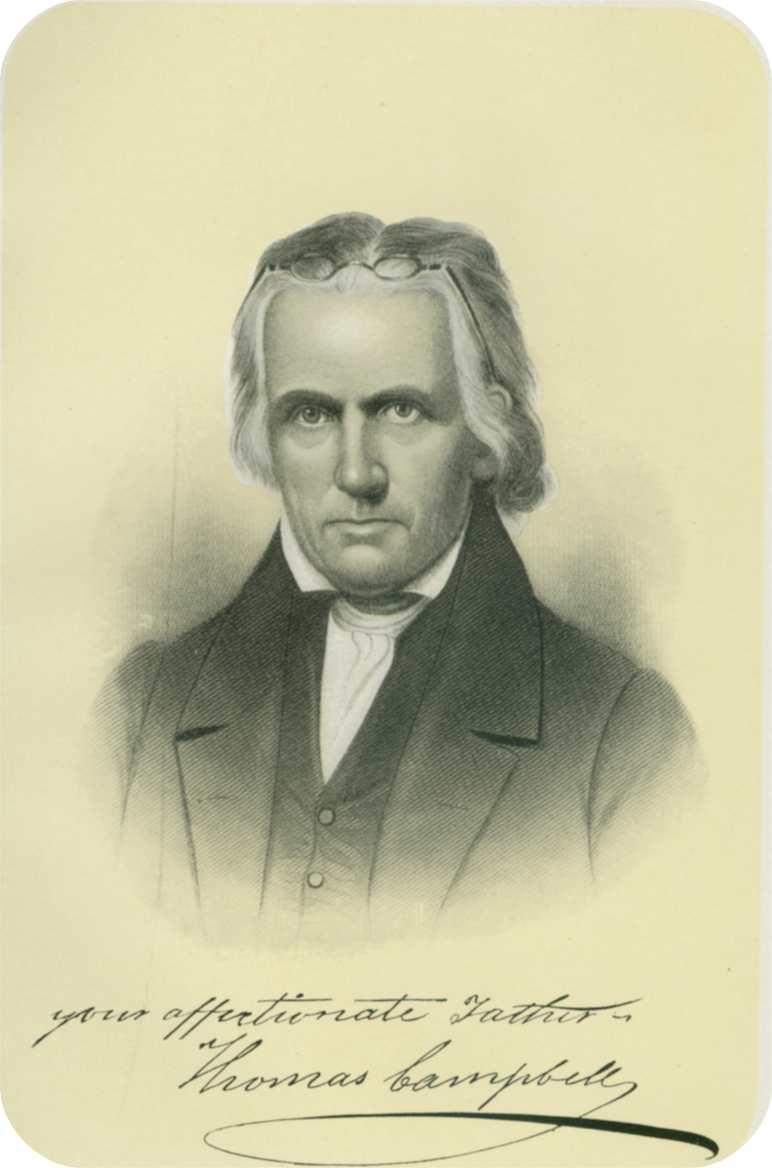
Thomas Campbell

Thomas Campbell (* 1. Februar 1763 in Irland; † 4. Januar 1854 in Bethany, Virginia) war ein amerikanisch-presbyterianischer Pfarrer irischer Herkunft. Sein Lebenswerk galt der Einigung der in vier Gruppen zerfallenen Presbyterianer.
Er emigrierte 1807 nach Amerika und trat 1808 aus der Kirche aus, weil ihm von seiner Synode untersagt worden war, mit nicht zu seiner Gemeinde gehörenden Presbyterianern das Abendmahl zu feiern.
Zusammen mit dem Erweckungsprediger Barton Warren Stone begründete er die Disciples of Christ. Sein Sohn Alexander führte seine Arbeit fort.